# Чистерна (Тренто)
Чистерна (итал. Cisterna) је насеље у Италији у округу Тренто, региону Трентино-Јужни Тирол.
Према процени из 2011. у насељу је живело 63 становника. Насеље се налази на надморској висини од 787 м.